# Maheder Haileselassie
Maheder Haileselassie Tadese (1990) es una artista y fotógrafa etíope. Ganó el Premio de Fotografía Africana Contemporánea 2023 y fue elegida como una de las 100 mujeres inspiradoras de la BBC en 2024 como pionera climática.

## Trayectoria
Haileselassie nació y creció en Adís Abeba en 1990. Cuando estaba en la universidad estudiando su cuarto año de ingeniería civil, su interés pasó a centrarse en la fotografía a partir de las fotos de móvil que hacía a sus amigas y amigos. En 2013 su principal interés ya era la fotografía.
Comenzó a dirigir el Centro de Fotografía para alentar a jóvenes fotógrafos y fotógrafas en Etiopía. Ha criticado el trabajo del fotógrafo Mahesh Shantaram, cuando trata de documentar el efecto del colonialismo, pues ella considera que ese trabajo es problemático porque parece que crea poses que son para el placer de quien mira. Haileselassie destaca que esta una visión colonial en la que las mujeres están innecesariamente desnudas para fascinar a una audiencia occidental.
Ha documentado en su obra la crisis climática en Etiopía, retratando la relación entre la sequía y el matrimonio infantil, trabajo que ha sido reseñado por medios como la BBC o The Guardian.
De noviembre de 2022 a enero de 2023 participó en la primera Bienal de Fotografía Africana OZANGÉ producida por La Térmica y el Centro Cultural La Malagueta en colaboración con el Ayuntamiento de Málaga, la Universidad de Málaga, LagosPhoto Festival, el Círculo de Bellas Artes de Madrid y el Museo de Arte Contemporáneo Adama Toungara.

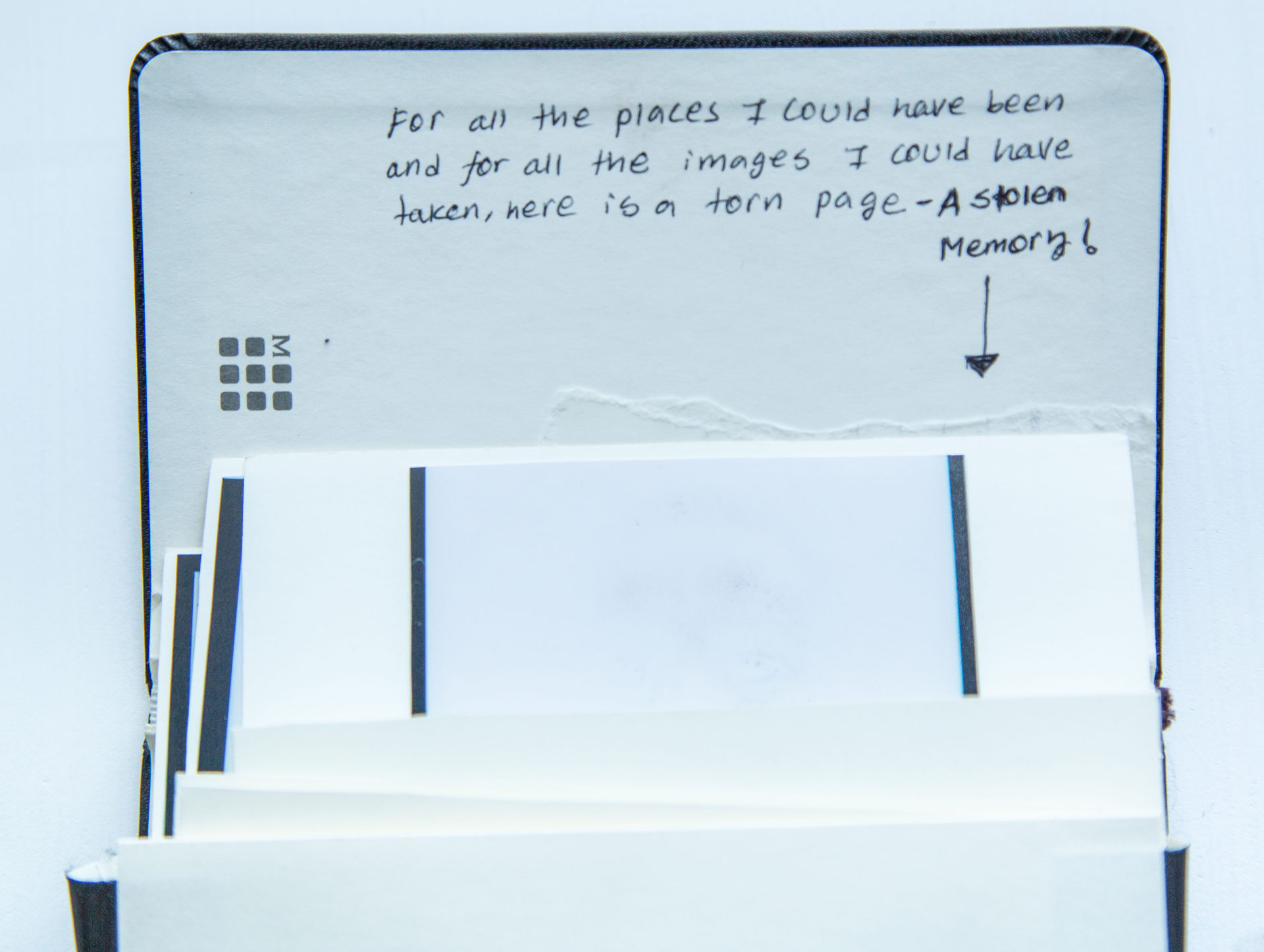
La foto del cuaderno de Maheder Haileselassie

Haileselassie, formó parte del grupo de treinta artistas participantes en la exposición colectiva titulada La Panafricane, que también incluyó a  Bernard Akoi-Jackson de Ghana, Jeannette Ehlers de Dinamarca y Trinidad y Tobago y Mounir Fatmi (Marruecos)en el marco de la 14ª Bienal Encuentros de Fotografía Africana que tuvo como tema “Kuma, La Parole” (Kuma, la palabra), con la dirección artística de Lassana Igo Diarra con un equipo curatorial que incluyó a Nadine Hounkpatin, Manthia Diawara, Soufiane Er-Rahoui, Oyindamola (Fakeye) Faithfull y Patrick Mudekereza.

## Reconocimientos
Haileselassie ganó el Premio de Fotografía Africana Contemporánea 2023, edición en las que también fueron reconocidos Nadia Ettwein, Yassmin Forte, Carlos Idun-Tawiah y Léonard Pongo.
En 2024, fue reconocida con el Seydou Keita Grand Prize en la Bienal de Fotografía Africana. Ese mismo año, fue incluida en la lista 100 Women de la BBC que la reconocía como una de las mujeres más inspiradoras del año.